# José Rodríguez Sevilla
José Rodríguez Sevilla (Guadalajara; 28 de marzo de 1939-Colima; 1 de enero de 2015) también conocido con el sobrenombre de "Dumbo", fue un futbolista mexicano que jugaba en el mediocampo.

## Trayectoria
Recibió su primer contrato profesional con el Nacional de su ciudad natal, con quien jugó en su primera temporada en Segunda División en 1960-61. El 18 de junio de 1961, debutó en Primera División ante el Club América y anotó en la derrota de su equipo por 2-3 en el Estadio Olímpico Universitario. 
Se mudó dentro de Guadalajara al Atlas, con quien estuvo bajo contrato hasta 1970. Luego de siete años en los que anotó un total de 54 goles con el club, pasó al Monterrey, donde terminó su carrera como jugador en 1975.

## Clubes
| Club           | País   | Año       |
| -------------- | ------ | --------- |
| C.D. Nacional  | México | 1960-1963 |
| Atlas F.C.     | México | 1963-1970 |
| C.F. Monterrey | México | 1970-1975 |

## Palmarés

### Títulos nacionales
| Título           | Equipo   | País   | Año     |
| ---------------- | -------- | ------ | ------- |
| Segunda División | Nacional | México | 1960-61 |
| Copa México      | Atlas    | México | 1967-68 |